# Lecanora subcarnea
Lecanora subcarnea är en lavart som först beskrevs av Lilj., och fick sitt nu gällande namn av Erik Acharius. Lecanora subcarnea ingår i släktet Lecanora och familjen Lecanoraceae.  Arten är reproducerande i Sverige. Inga underarter finns listade i Catalogue of Life.